# Pneuminion semisulcatum
Pneuminion semisulcatum är en skalbaggsart som beskrevs av Perkins 2004. Pneuminion semisulcatum ingår i släktet Pneuminion och familjen vattenbrynsbaggar. Inga underarter finns listade i Catalogue of Life.